# Zïlon
Zïlon, de son vrai nom Raymond Pilon, est un artiste peintre canadien multidisciplinaire, né à Laval le 25 juillet 1956 et mort à Montréal le 26 juillet 2023,, qui s'est illustré dans le graffiti.

## Expositions

### Expositions individuelles
Zïlon a présenté quelques-unes de ses œuvres à l'occasion d'expositions organisées, par exemple, par la Pitt International Gallery (Vancouver, 1989), le Centre national des Arts (Ottawa, 1990) et la maison culturelle et communautaire de Montréal-nord (2010). en 2019, l'Écomusée du fier monde de Montréal, au Canada, retrace l’œuvre de l'artiste local de street art, à travers l'exposition Zïlon et le Montréal Underground.

### Expositions collectives
Zïlon a aussi participé à des expositions collectives, comme celles du salon international de Design et de Création (Montréal, 1983), des Beaux-Arts de Paris (Paris, 1986) et de la maison de la culture Marie-Uguay (Montréal, 1992).